# Кишварда (футбольный клуб)
«Кишва́рда» (венг. Kisvárda) — венгерский футбольный клуб из города Кишварда. Основан в 2003 году. Выступает в чемпионате Венгрии.

## История
Футбольная команда в городе Кишварда под одноимённым названием существовала с 1911 года.
Современная история клуба ведётся с сезона 2003/04. Получив повышение в сезоне 2012/13, в своём первом сезоне выступлений во Второй лиге Венгрии команда заняла 14 место и вылетела в третью по силе лигу страны. В зоне «восток» «Кишварде» снова удалось одержать победу, а в розыгрыше Кубка Венгрии дойти до четвертьфинала, где она уступила «Сольноку» по сумме двух матчей. Вернувшись во Вторую лигу команда постепенно улучшала свои результаты. В сезоне 2015/16 заняв четвёртое место, в сезоне 2016/17 — третье, а в сезоне 2017/18 — второе место, которое позволило ей выступать в Первой лиге чемпионата Венгрии. Свою первую игру в рамках чемпионата Венгрии команда провела против клуба МОЛ Види и уступила со счётом 0:4. В сезоне 2021/22 команда добилась наивысшего успеха, завоевав серебряные медали первенства страны. В сезоне 2022/23 "Кишварда" дебютировала в еврокубках - во втором квалификационном раунде Лиги Конференций обыграла "Кайрат" (1:0 и 1:0), но в третьем квалификационном раунде уступила "Молде" (3:0 и 1:2).

## Стадион

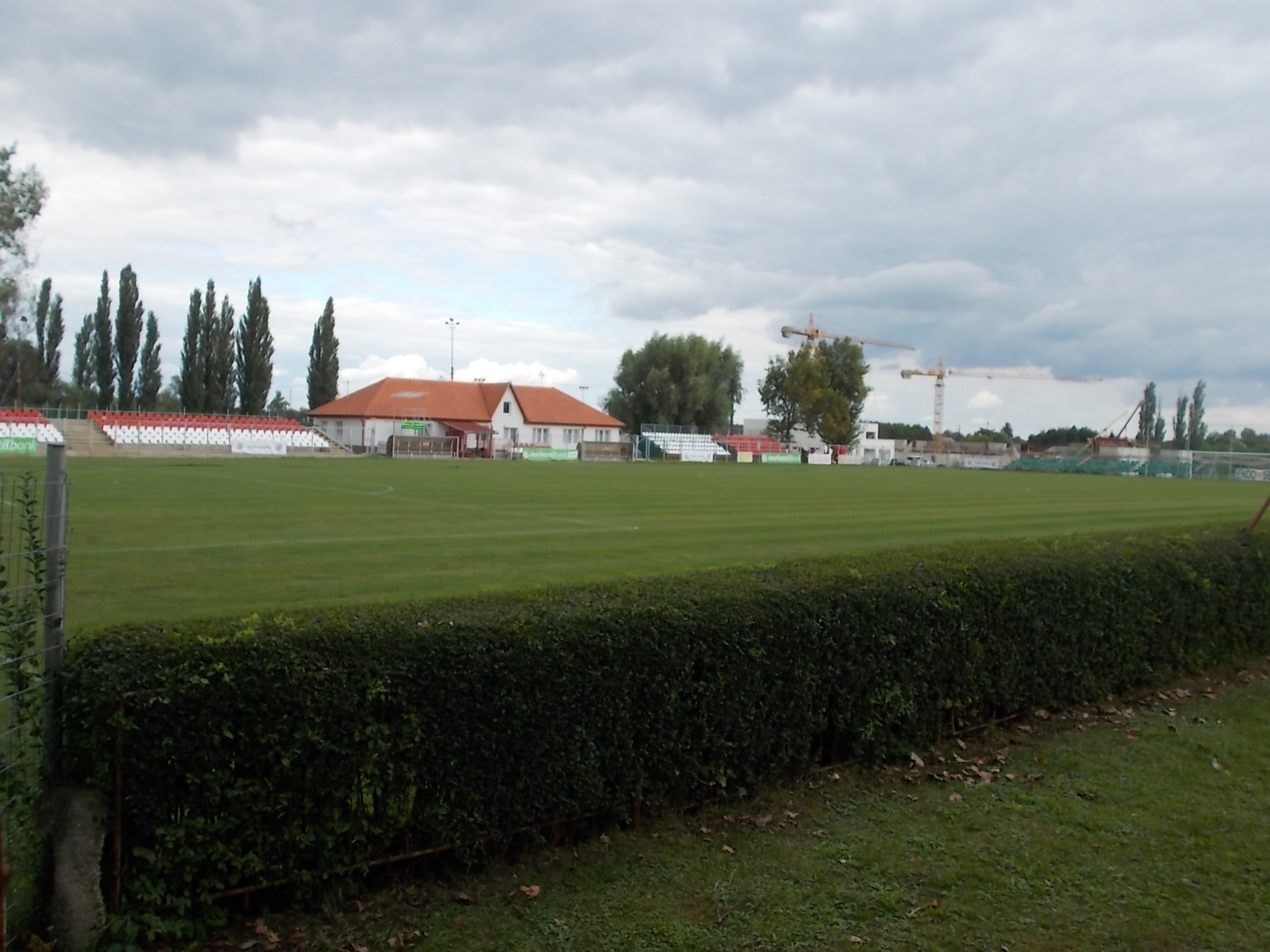
Стадион «Варкерт»

Домашней ареной клуба является «Варкерт». Стадион построен в 1953 году и вмещает более 2 тысяч болельщиков.

## Достижения
- Вице-чемпион Венгрии (1): 2021/22
- Серебряный призёр Второй лиги Венгрии (1): 2017/18
- Бронзовый призёр Второй лиги Венгрии (1): 2016/17
- Победитель Третьей лиги Венгрии (3): 2011/12, 2012/13, 2014/15
- Победитель Любительского Кубка Венгрии: 2005
- Бронзовый призёр Кубка Закарпатья: 2004

## Главные тренеры
- Аттила Ревеч (2013—2015)
- Имре Соос (2015—2016)
- Аттила Ревеч (2016—2017)
- Элемер Кондас (2017—2018)
- Ласло Дайка (2018—2019)
- Аттила Шупка (2019-2021)
- Жоао Жанейро (2021)
- Габор Ерош (2021-н.в)

## Статистика
| Сезон   | Дивизион                            | Место в чемпионате | И  | В  | Н  | П  | ГЗ | ГП | О  | Кубок Венгрии | Примечание |
| ------- | ----------------------------------- | ------------------ | -- | -- | -- | -- | -- | -- | -- | ------------- | ---------- |
| 2013/14 | Вторая лига Венгрии                 | 14 из 16           | 30 | 7  | 10 | 13 | 39 | 44 | 31 | 4-й раунд     | Понижение  |
| 2014/15 | Третья лига Венгрии (зона «восток») | 1 из 16            | 28 | 24 | 2  | 2  | 92 | 21 | 74 | 1/4 финала    | Повышение  |
| 2015/16 | Вторая лига Венгрии                 | 4 из 16            | 30 | 15 | 7  | 8  | 63 | 36 | 52 | 3-й раунд     | [ 7 ]      |
| 2016/17 | Вторая лига Венгрии                 | 3 из 20            | 38 | 20 | 9  | 9  | 54 | 30 | 69 | 6-й раунд     | [ 8 ]      |
| 2017/18 | Вторая лига Венгрии                 | 2 из 20            | 38 | 22 | 9  | 7  | 70 | 40 | 75 | 8-й раунд     | Повышение  |
| 2018/19 | Чемпионат Венгрии                   |                    |    |    |    |    |    |    |    |               |            |